# Фукуи, Юкари
Юкари Фукуи (яп. 福井 裕佳梨 Фукуи Юкари, род. 28 октября 1982) — японская сэйю, известная в Японии как Юка-рин (яп. ゆかりん). Известна, в частности, за использование в голосе лёгкого сигматизма.

## Роли
Ведущие роли выделены жирным шрифтом, имена приводятся в «европейском порядке» (имя фамилия).
1998
- Kare Kano (ТВ) — Рика Сэна

2000
- FLCL (OVA) — Дзюнко Миядзи

2002
- Seven of Seven (ТВ) — Нана-рин
- Petite Princess Yucie (ТВ) — Кокору

2003
- Mouse (ТВ) — Яёй Карибаяси

2004
- Дайбастер: Дотянись до неба — 2 (OVA) — Ноно
- School Rumble (ТВ-1) — Сара Адиэмус

2005
- School Rumble (OVA-1) — Сара Адиэмус
- Mushishi (ТВ) — Фуки

2006
- Cream Lemon: New Generation (OVA) — Эрин
- School Rumble (ТВ-2) — Сара Адиэмус
- Strawberry Panic! (ТВ) — Кагомэ Бякудан
- Gunbuster vs Diebuster (фильм) — Ноно
- Galaxy Angel II (ТВ) — Мелисса

2007
- Saint October (ТВ) — Нацуки Сирафудзи
- Гуррен-Лаганн (ТВ) — Ния
- Kenkoo Zenrakei Suieibu Umishou (ТВ) — Мирэй Сидзуока
- Dragonaut: The Resonance (ТВ) — Саки Курата

2008
- School Rumble (OVA-1) — Сара Адиэмус
- Гуррен-Лаганн (фильм первый) — Ния
- Here is Greenwood (live action) — Сумирэ Хасукава
- Macademi Wasshoi! (ТВ) — Фальц

2009
- Гуррен-Лаганн (фильм второй) — Ния
- Umi Monogatari: Anata ga Ite Kureta Koto (ТВ) — Варин
- Aoi Hana (ТВ) — Кадзуса Сугимото
- Nyan Koi! (ТВ) — Нуар, Хинако Хасимото

2010
- Ookami-san (ТВ) — Химэно Сираюки
- Highschool of the Dead (ТВ) — Сидзука Марикава
- Tamayura (OVA) — Момонеко-сама
- Air Gear (OVA) — Куруру Сумэраги

2011
- Rio: Rainbow Gate! (ТВ) — Аня Хельсинг
- Highschool of the Dead (OVA) — Сидзука Марикава
- Tamayura (ТВ-1) — Момонеко-сама

2012
- .hack//Sekai no Mukou ni (фильм) — Кахо Хасэбэ/Масару Сэвэн
- Busou Shinki (ТВ) — Фуки

2013
- Tamayura (ТВ-2) — Момонеко-сама
- Kill la Kill (ТВ) — Сукуё Манкансёку (мать Мако)

2014
- Re:_Hamatora (ТВ) — Мио
- Gundam Reconguista in G (ТВ) — Рарайя